# Vâlcele (Covasna)
Vâlcele é uma comuna romena localizada no distrito de Covasna, na região histórica da Transilvânia. A comuna possui uma área de 60.76 km² e sua população era de 4084 habitantes segundo o censo de 2007.